# Foglalkozás-egészségügyi Szakápolók Európai Szövetsége
A Foglalkozás-egészségügyi Szakápolók Európai Szövetsége (Federation of Occupational Health Nurses within the European Union, FOHNEU) egy nonprofit szervezet, mely 1993. március 21-én jött létre az Egyesült Királyságban. Magyarország – a 2004 óta az Európai Unióhoz csatlakozott országok közül elsőként – kapcsolódott be a Szövetség munkájába és vált teljes jogú taggá.
A FOHNEU fő célkitűzései:
1. az Európai Unió munkavállalóinak egészségvédelme, munkahelyi biztonságuk megteremtése és jóllétük segítése a szakápolás révén;
2. a foglalkozás-egészségügyi szakápolók feladatkörének növelése;
3. a foglalkozás-egészségügyi szakápolók elméleti és gyakorlati képzés fejlesztése;
4. a foglalkozás-egészségügyi szakápolás, ápolóképzés és menedzsment területén folyó kutatások támogatása, az eredmények közzétételének biztosításával;
5. nyílt párbeszéd folytatása az Európai Unió egészségért, biztonságért, népegészségügyért felelős szervezeteivel, testületeivel, valamint európai ápolói szervezetekkel.[1]

## Külső hivatkozások
- FOHNEU Homepage